# Janice Dickinson
Janice Doreen Dickinson (ur. 15 lutego 1955 w Brooklynie) – amerykańska modelka, fotografka, aktorka i założycielka agencji modelek The Janice Dickinson Modeling Agency (2006–2008).

## Wczesne lata
Jej matka, Jennie Marie (z domu Pietrzykoski), była pochodzenia polskiego, a ojciec, Samuel Ray Dickinson, miał korzenie angielskie i szkocko–irlandzkie (z Irlandii Północnej). Dorastała w Hollywood na Florydzie z dwiema siostrami: starszą Alexis, która została agentką nieruchomości, i młodszą Debbie, która również stała się modelką. Jej ojciec stosował wobec sióstr przemoc fizyczną i psychiczną; jedna z nich przez niego wykorzystywana seksualnie, a Janice – w ramach kary za to, że nie chciała uprawiać z nim seksu – słyszała, że jest brzydka i niczego nie osiągnie, zaś kiedy miała 11 lat, została przez niego pobita.

## Kariera
Tuż po zwycięstwie w krajowym konkursie piękności „Miss High Fashion Model” w 1972 wyjechała do Nowego Jorku, gdzie została odkryta przez fotografa mody Jacques’a Silbersteina i jego dziewczynę, Lorraine Bracco. Niedługo później podpisała kontrakt z agencją Wilhelminy Cooper. Jej oryginalną urodę doceniono w Paryż. W 1978 powróciła do Nowego Jorku i przez kolejne lata pracowała m.in. dla Calvina Kleina, Gianniego Versace, Giorgio Armaniego, Azzedine Alaïa, Pino Lancetti, Halston, Oscara de la Renty i domu mody Valentino. Brała udział w kampaniach reklamowych firm: Revlon, Alberto VO5, Balmain, Obao, Christian Dior, Clairol, Hush Puppies, Orbit, Max Factor, Virginia Slims i Cutex. Kilkakrotnie pojawiła się na okładce francuskiej edycji magazynu „Elle” oraz włoskiej, francuskiej i brytyjskiej edycji „Vogue”. Pojawiła się na wielu okładkach i odbywała sesje zdjęciowe dla amerykańskich edycji czasopism: „Elle”, „Vogue”, „Cosmopolitan” i „Harper’s Bazaar”. Po zakończeniu kariery modelki zajęła się fotografią.
Była stałą bywalczynią Studio 54. W latach 2003–2006 była jurorką w programie telewizyjnym America’s Next Top Model. Wystąpiła w dramacie muzycznym Odsłona (Exposed, 1983) z Nastassją Kinski, Bibi Andersson i Harveyem Keitelem, dramacie Larry’ego Clarka Rockersi z South Central (Wassup Rockers, 2005) i komedii sensacyjnej Bob Thunder: Internet Assassin (2015), a także w serialach: Buddy Faro (1998), Czarodziejki (2005), 90210 (2011) i Barbee Rehab (2023).

## Życie prywatne
26 marca 1977 wyszła za mąż za Rona Levy’ego, lecz 9 stycznia 1979 się z nim rozwiodła. W latach 1987–1993 jej mężem był producent telewizyjny i filmowy Simon Fields, z którym ma córkę Savannah (ur. 23 lutego 1994). 14 lutego 1995 poślubiła Alberta Gerstona, lecz w 1996 doszło do rozwodu. 10 grudnia 2016 zawarła związek małżeński z psychiatrą dr Robertem „Rocky’m” Hugh Gernerem.